# 청하 최씨
청하 최씨(淸河崔氏)는 주나라 건국공신 강태공의 자손 중 하나가 산동성 청하 최읍(崔邑)에 살면서 그 땅 이름에서 씨를 따다 씀으로써 시작되었으며, 이후 본관을 청하로 하였다. 중국의 강씨(姜氏)에서 고씨, 노씨, 여씨, 구씨, 허씨 등 통합 247여개의 수많은 성씨가 파생되었으며, 최씨는 그 가운데 강태공의 직계이다. 인물로는 후한 때 최염(崔琰), 위진남북조 시대에 최승호(崔僧護) · 최조사(崔祖思) · 최문중(崔文仲), 최호(崔浩)가 있었다.
북위 때 최호(崔浩)는 유명한 인물로 수학과 과학에 능하여 북위에서 높은 벼슬에 올랐으나, 선비족의 견제 속에 숙청되기도 하였다.
당나라 중종 때 최현위는 측천무후를 폐위하고 당 중종을 복운한 공으로 하북성의 제후로 봉분되었다. 그의 어린 동생 최승은 요녕병마사로 임명되었다. 이후 최승, 또는 최우가 신라에 도적떼와 외적이 난립할 자, 당나라 병마사로 내임하여 외적을 소탕하고 신라에서 은청광록대부에 올랐다. 이후 경주에 살았고, 그 자손들은 충주로 이거하여 살았다. 한국 기록에는 최우의 초명이 최승으로 되어 있지만, 사실 관계는 명확하지 않다.

## 같이 보기
- 최리
- 최염
- 최호
- 최승
- 최우 (당나라)